# 珀奇斯 (紐約州)
珀奇斯（英語：Purchase）是位於美國紐約州西徹斯特縣的非建制地區。

## 歷史
珀奇斯的郵局自1870年營運至今。

## 地理
珀奇斯所處的海拔為高於海平面107米（即351英呎），而該地所採用的時區為UTC-5，即北美东部时区（EST）。同時該地設有夏令時間，為UTC-5調快一小時，即UTC-4（EDT）。